# 西班牙帝國
西班牙帝國（西班牙語：Imperio Español）是1492年至1898年间由西班牙和其前身控制的欧洲帝國，领土曾囊括今美洲、非洲、亚洲和其他欧洲地區的部分區域，是第一批全球帝國與殖民帝國，被稱為「日不落帝国」。
由卡斯蒂利亚的伊莎贝拉與阿拉貢的斐迪南聯姻組成的合併國家於1479年誕生，這對夫妻以天主教双王為人所知。1492年，伊莎貝拉女王資助的航海家哥伦布抵達美洲，被視為西班牙帝國開始的節點。葡萄牙王國在帝國初期是西班牙在美洲和大洋中的最大競爭對手，而法蘭西王國是帝國初期在意大利地區爭霸的最大敵手。西班牙與法國長達半個多世紀的戰爭以西班牙贏得大部分義大利地區、法國成功向莱茵河流域擴張而結束。而西班牙在與葡萄牙的爭霸上最終以其在1580年贏得葡萄牙王位繼承戰爭，西王腓力二世獲得葡萄牙王位並組建伊比利亞聯盟告終。西班牙在這一系列的戰爭中成為當之無愧的世界霸權，但隨之開始面臨低地地區的反叛。1598年，在西班牙停止介入法国宗教战争後，歐洲迎來短暫的和平時期，被後世稱為「西班牙治世」。
17世紀初期，西班牙帝國陷入一系列與鄰近國家的戰爭，包括對荷戰爭、對法戰爭以及介入神聖羅馬帝國內戰。這一系列的戰爭最終導致葡萄牙於1640年獨立、荷蘭於1648年獨立以及法蘭西王國取代帝國成為歐洲霸主。1667年，法國大元帥蒂雷納子爵率軍入侵西屬尼德蘭，西班牙無力反抗並被迫割讓數座城鎮。接著西班牙在17世紀後期持續衰弱，並在卡洛斯二世去世後成為歐洲列強爭奪的戰利品。1714年，歐洲各國被迫同意法王路易十四的孫子腓力即位為西班牙國王，波旁王朝取代哈布斯堡成為西班牙的王室並持續至今。西班牙的波旁改革成功使海外殖民地財富增長，並在詹金斯的耳朵戰爭中重創英國殖民勢力。而在歐洲大陸的西班牙常與法蘭西王國組成聯盟，對抗其他歐洲國家。
西班牙於1808年被法皇拿破仑一世入侵，本土力量損失慘重並使大量殖民地於19世紀初期成功獨立，國際地位遭到重創。到了20世紀初期，殘破的帝國僅剩下非洲地區的殖民地。1898年，帝國正式消失，其最後的財產也隨之消失，儘管自1812年加的斯憲法以來，這些地區已被承認為西班牙國家的一部分。西班牙繼續擁有海外領土，特別是在非洲，但這些領土從一開始就被視為省份而非殖民地，因此1898年至1975年期間在西班牙史學中並不被視為帝國時期。

## 定義
“西班牙帝國”一般指西班牙在美洲、太平洋及其他地方的殖民地。不過，西班牙帝國應該包括甚麼，歷史學家並沒有共識，故此難以為其歐洲領土下定義。例如，傳統說法指出，低地國家是西班牙國王的屬地、由西班牙官員管理、由西班牙軍隊防衛，所以計算在內。但是，亨利·卡門（Henry Kamen）等作家主張，這些領土從未融入“西班牙的”國家，而只是哈布斯堡王朝部分屬地。因此，很多歷史學家提及卡洛斯一世和费利佩二世的王朝遺產，稱之為“哈布斯堡的”或“西班牙的”，幾乎交替使用。
同樣地，在18世紀波旁王朝的那不勒斯王國是否稱為屬於“西班牙”，也似乎是喜好的問題。它與西班牙同屬一個王朝，又與之結下軍事聯盟，但按憲法仍為獨立國家。而“西班牙”本身的定義演變，使問題更複雜。它統一於王朝之下，但按某些意義仍然只是幾個獨立王國，也就是卡斯蒂利亞王國、阿拉貢王國和納瓦拉王國。 
而且，要注意雖然西班牙的軍隊入侵葡萄牙，並以共主邦聯統治之，但葡萄牙王位仍獨立於西班牙王位，故此葡萄牙正式保持其獨立。而且，里斯本政府仍然控制其海外屬地，使西班牙君主其人有效地共治西班牙與葡萄牙。故此，這個帝國有時又被稱為西班牙葡萄牙帝國。因此，當葡萄牙重獲獨立，她保留其殖民地，而政府、法律和商業並沒有內部轉變。

## 簡介
整個15世纪，西班牙急速崛起，並在一夕之間成為歐洲大國。西班牙和葡萄牙一樣是歐洲環球探險、大航海時代、和殖民擴張的先驅。歐洲人原本透過絲綢之路，可以隨時取得波斯、印度、和中國的貿易貨物，但是由於鄂圖曼土耳其的橫空出世，阻礙了資金交流，地處歐洲一隅的伊比利亞半島兩國開始尋求新航路。雖然葡萄牙才是第一個開啟式殖民時代的國家，但因為西班牙本身國力遠比葡萄牙雄厚，幾乎在同一時間內，西班牙的殖民地數量和面積就已經反超了葡萄牙。在金錢利益的驅使之下，西班牙積極在各大海洋開拓貿易路線，使得貿易繁榮，其路線從歐洲橫跨大西洋到美洲、從墨西哥橫跨太平洋、從菲律宾到东亚；一時之間，憑著其經驗充足的海軍，讓本國積累了遠比絲綢之路的貿易更加強大的經濟實力。而與此同時，宗教狂熱的西班牙帝國還不斷地把歐洲白人的天主教信仰傳播到各個殖民地中，尤其是拉丁美洲。西班牙征服者也摧毀阿茲特克、印加帝國和玛雅等美洲原住民文明，並對南北美洲大片領土進行文化破壞；這些西班牙殖民的影響導致了現在除了巴西等國以外所有拉丁美洲國家都使用西班牙語和信仰天主教，並且在語言、文化、宗教上的極高西班牙化。西班牙殖民帝國在其建立之初就已經稱霸海洋，並且其成功吸引了其它歐洲國家殖民新世界。著名法國歷史學家皮耶·維拉爾稱之為「演繹出人類歷史最非凡的史詩」。
16世紀是西班牙的黃金時代，它在歐洲西班牙的霸權進一步得到完全確立，成為第一代「日不落帝國」，更是舊帝國主義最典型的代表。起源於奧地利的哈布斯堡家族取代了原本的西班牙皇室，西班牙哈布斯堡因為皇室聯姻的關係從1580年其兼併葡萄牙、南意大利、荷蘭、比利時、盧森堡，與其同門同宗的奧地利哈布斯堡則掌控了神聖羅馬帝國、捷克、匈牙利，使得西班牙除了在海外一直能維持著世上最大的殖民帝國的同時，在歐洲本土也成為擁有最多的領土國家。即使不是自己本身的領土，也和他國皇室保持著血緣關係，第一代日不落帝國的稱號由此產生。相比後來的英國，西班牙帝國的“日不落”因為深入歐洲，所以對歐洲歷史進程影響力更大、對世界的影響力更小，又稱哈布斯堡帝國。而在經濟方面，其成果也是非常豐碩的，西班牙利用美洲採礦所得的金子在歐洲交換，進一步強化歐洲的金本位制的概念；而另一方面，西班牙帝國又用白銀在中國都買大量瓷器、茶葉、絲綢，讓中國明朝以及之後的清朝採用銀本位制，間接影響東西方經濟格局的差異。16世紀正逢大英帝國崛起，西班牙無敵艦隊第一次遭受失敗，不過這種失敗並沒讓英國的海權超過西班牙，僅僅是象徵性的失敗。由於有世界最多的殖民地源源不絕的支援經濟，西班牙在歐洲憑著其造價昂貴、訓練有素的大方陣和西班牙無敵艦隊主宰欧洲海陸戰場，自命為歐洲天主之矛、歐洲天主教的大本營，在陸權、海權、教權上都是名列歐洲第一。
17世紀中葉（1640年代開始）到18世紀，西班牙陷入飽和，但也展現出落日餘暉。以新教舊教的三十年戰爭為分界點，西班牙-奧地利-哈布斯堡-天主教的四維霸權在宗教戰爭中被新教聯盟徹底瓦解，西班牙從歐洲最大強國的地位上掉落，陸軍第一強國的位置交給了法國，在陸軍方面西班牙的表現甚至不如自己的親家奧地利，而海軍則是被英國和荷蘭雙雙超過，唯獨其殖民地面積依然是世界第一。另外，因為正處於黃金時代的最後，所以西班牙思想家首次也是唯一一次百花齊放，西班牙帝國在自然法、主權、国际法、战争和经济建構了一些最早的現代性思想，其有關思想學派統稱為薩拉曼卡學派，其中有些支持者提倡甚至懷疑西班牙的君主制，想要推翻舊制度以建立民主共和制。但是，這個運動沒能和文藝復興、啟蒙運動等其他歐洲國家的先進思想一樣開花結果，在西班牙的學者始終沒有跳脫出天主教的思維模式，這些新發明的科學理論最終都要為了「證明上帝是存在」而強行解釋。這種偽科學、神學科學的做法讓英國、法國和奧地利後來居上。隨後，西班牙持續過度動用軍力、不進行農業改良、好大喜功地在全球修建教堂並派遣耶穌會，種種的奢侈浪費最終導致西班牙迅速腐化。1713年的烏得勒支和約使西班牙失去哈布斯堡王朝的統治，改由法國的波旁王朝入駐西班牙，從此西班牙在歐洲大陸上必須要聽從於法國的擺佈。而奧地利的哈布斯堡王朝因為失去了對西班牙王位，所以要求法國補償奧地利，原本西班牙管轄的南意大利和比利時被割讓給奧地利作為平衡，再加和葡萄牙王室的聯合統治也結束，葡國獨立；由此，西班牙在歐洲的領土僅剩西班牙本土。其歐陸地位不但要被法國和奧地利兩國瓜分，連原本最擅長的海權也逐漸被英國逐漸蠶食獨佔。18世紀末期（1700年後），西班牙在歐洲大陸的政治地位降級為英、法、奧之後的二流國家，但其實力依然有和中等列強荷蘭、丹麥王國、瑞典帝國、俄羅斯帝國、波蘭-立陶宛相抗衡的實力。
18世紀末到19世紀，西班牙帝國逐漸崩壞。雖然在18世紀的歐陸屢戰屢敗，但西班牙在殖民地的面積方面依然是英法荷葡這四個有殖民地國家的總和，并維持並擴張其殖民帝國，西班牙靠著其廣闊的殖民地挺過了英、法、荷三國支持海上搶劫和內部貪污腐敗造成的危機。然而好景不長，到了18世紀末期因為宣揚自由平等博愛思想的法國大革命的衝擊，西班牙內亂不止。法蘭西第一帝國的拿破崙入侵西班牙引發半島戰爭，但更可怕的是民主主義思想在殖民地中產生了連鎖反應，幾乎全部拉丁美洲的殖民地開始引爆南美独立战争。因為整整300年的同化教育，讓拉美各國早已不是昔日原住民的原始國家，而進步成全面接受歐洲第一手先進資料的已開發國家。這場拉丁美洲殖民地對西班牙宗主國的集體叛變，导致幾乎所有美洲殖民地宣佈獨立（1808年—1833年），西班牙大部分殖民成果毀於一旦。儘管如此，西班牙帝國由於之前的殖民地夠多，所以依然在加勒比海（古巴和波多黎各）、亚洲（西屬菲律宾時期）、和大洋洲（今密克罗尼西亚联邦 、帛琉、关岛及北馬里亞納群島）還保留相當多零零散散的領土。不過當時適逢新帝國主義盛行的年代，衰弱就會被人進一步摧毀，19世紀末期（1898年），原本就是從英國的殖民地獨立出來的美國，代表新興的完成工業革命的國家，在美西战争中給予西班牙的腐朽殖民帝國最後一擊，讓西班牙喪失了古巴和菲律賓以及所有在太平洋島嶼上的殖民地，這些太平洋島嶼的殖民地日後成為了美國的海軍基地。此時，身為歐洲老牌殖民國家的西班牙，竟然敗給一個新興的美洲殖民地國家，西班牙在歐洲的地位一落千丈，不僅不如英、法、奧這些老對手，連普魯士、俄羅斯這樣之前被歐洲人認為是野蠻的國家都開始輕視西班牙的存在。西班牙從此不被認為是一個列強，而被認為是歐洲最貧窮落後、科技中等的農業大國。
20世紀，西班牙在動蕩中風雨飄搖，徹底退化為三流小國。20世紀前期的瓜分非洲風潮，西班牙因為本身國力太差，所以所得甚少，相較於本來就專注殖民傳統的英法、如日中天的德國，西班牙在瓜分非洲中只擁有包括西屬摩洛哥、西屬幾內亞、和西屬撒哈拉三處，還不及自己前領土的比利時剛果來得大。這也是西班牙在歷史上最後一次殖民擴張。第一次世界大戰期間，西班牙存在感稀薄，作為中立國幸免於難，但政府毫無作為。20世紀中，由於統治階層的意見分歧、底層人民積怨已久，西班牙內戰爆發，西班牙無暇顧忌自己的殖民地，更不用說對外爭奪霸權，只維持本土穩定已經是國力極限。在二戰結束後的20世紀（1956年、1968年和1975年），這些殘餘又狹小的非洲殖民地乘著“全球去殖民化”的順風車，趁機也成功脫離西班牙獨立。
現今，西班牙殖民地帝國依然有不少殘留。位於北非摩洛哥沿岸的休達、梅利利亞以及數個主權地，是西班牙根據戰爭從摩洛哥那裡搶奪的領土，導致西班牙至今和摩洛哥有領土爭端。在英國都完全放棄殖民體系的今日，西班牙卻還能保持第一代日不落帝國的架構，其殖民地保存時間異常長久。

## 歷史

### 帝國的建立（1402年－1521年）

14世紀末期卡斯蒂利亞王權疆域

15世纪中期阿拉贡王权疆域

阿拉贡王国、勃艮第公國和葡萄牙帝國是西班牙日後成為殖民帝國的模範。
這個時候，在收復國土運動末期期間，卡斯蒂利亚君主收取其附庸摩爾人的格拉纳达王國（Taifa）進貢之黃金（Parias），並容許其存在，因此讓黃金能從非洲尼日爾運送到歐洲。卡斯蒂利亞也開始向北非擴張，與葡萄牙帝國爭雄。1402年，卡斯蒂利亞國王恩里克三世在1402年派遣諾曼第探險家讓·德貝當古，開始在加那利群島建立殖民地。
阿拉貢的斐迪南二世與卡斯蒂利亞的伊莎貝拉一世兩位天主教君主（Reyes Católicos）聯婚，使得兩國變成一個共主邦聯，仍有其獨立管理，卻由同一個君主政體統治。根據亨利·卡門，西班牙由帝國締造，而非西班牙締造帝國。卡斯蒂利亞在新大陸、菲律賓和非洲迅速擴張殖民地，故此創造殖民帝國，分別在1497年和1509年佔領梅利利亞和奧蘭。
1491年開始，兩位天主教君主決定支持那不勒斯的阿拉貢王室，在意大利戰爭對抗法蘭西的查理八世。身為阿拉貢國王的斐迪南與法國和威尼斯競爭，以爭奪意大利，使這些衝突稱為其外交政策的重點。在這些戰役，西班牙步兵壓倒法蘭西騎兵，而贡萨洛·费尔南德斯·德·科尔多瓦將會締造在16和17世紀初期幾乎無敵的西班牙軍隊。1492年，西班牙驅逐格拉納達最後一位摩爾人國王。 
西班牙取勝後，其君主與熱那亞水手克里斯托弗·哥倫布商討，希望能向西方航行到（日本）。當哥倫布向伊莎貝拉一世提出其大膽的航行計劃，卡斯蒂利亞正在與葡萄牙展開探險競賽，以最先到達遠東。哥倫布不經意地“發現”了美洲，讓西班牙開始開拓美洲殖民地。東印度群島則預留給卡斯蒂利亞。這無疑給予西班牙在美洲建立廣大殖民地的權利。自此，西班牙便開始在把目光投向新大陸的發展。
1493年，《在其他之中》教宗詔書確立了西班牙對這些土地的宣稱；在翌年，《托德西利亚斯条约》將全球西葡宣稱擁有的土地分成兩半球。這使西班牙獲得獨有權利，能在整個新世界建立殖民地，從阿拉斯卡到合恩角（巴西除外），以至亞洲西部。

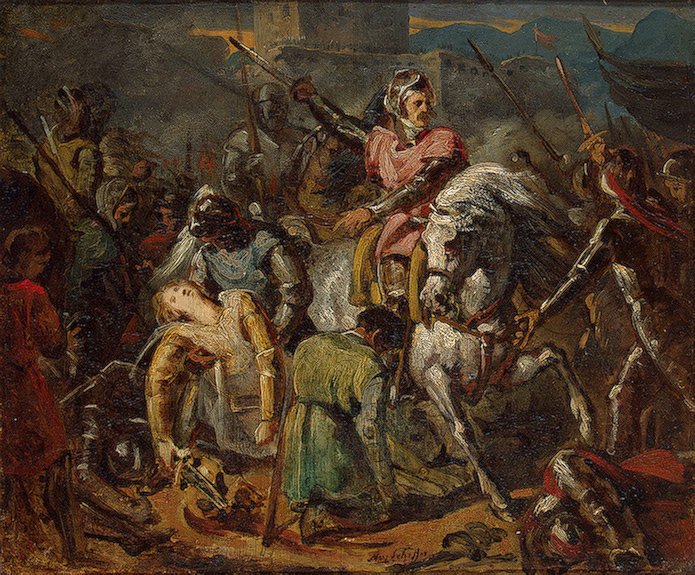
法國將領加斯東·德·富瓦在1512年的拉文納戰役陣亡。

伊莎貝拉女王死後，王位被女儿胡安娜继承。其夫斐迪南二世以摄政之名架空胡安娜并将其关在托德西亚斯王宫圣克拉拉修道院里，从而獨掌政權，並推動比以前更積極的對外政策，擴大西班牙在意大利的勢力範圍，並對抗法國。在康布雷聯盟戰爭，他首次派出西班牙軍隊，與威尼斯共和國戰鬥。法軍在1509年的阿尼亞代洛戰役取得勝利，與西班牙軍隊同樣享有盛名。僅一年之後，斐迪南為了奪得其王朝宣稱擁有的米蘭和納瓦拉，而加入意大利天主教聯盟抵抗法國。不過，結果並不比對威尼斯一役好。1516年，法國簽署停戰協定，繼續控制著米蘭，並確認西班牙控制上納瓦拉。

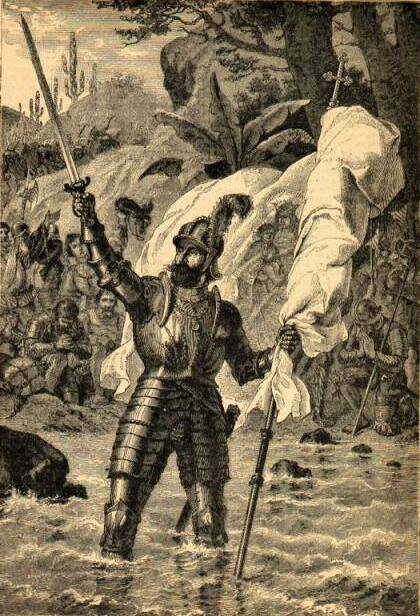
巴斯科·努涅斯·德巴爾沃亞宣稱大西洋和毗連的土地為西班牙王室所有。

1500年代初，伊斯帕尼奧拉島殖民地成功建立。之後，殖民者開始到處找尋新殖民地。一些人來自不太繁榮的伊斯帕尼奧拉島，渴望在新殖民地取得新成就。其中，胡安·龐塞·德萊昂征服波多黎各，而迭戈·贝拉斯克斯·德奎利亚尔則奪得古巴。1512年，瓦斯科·努涅斯·德巴爾沃亞在巴拿馬達連建立首個美洲大陸殖民地。 
1513年，巴爾沃亞橫越巴拿馬地峽，展開歐洲首次從新大陸航行到太平洋的探險行動。他宣稱大西洋和所有毗連的土地為西班牙王室所有，甚具歷史意義。
在商業方面，卡斯蒂利亞王國的早期表現不好。其殖民擴張，的確刺激西班牙的貿易和工業，並且讓一些大城市發展，但直到1546年，當墨西哥薩卡特卡斯和上秘魯（今玻利維亞）波托西的大銀礦開業，卡斯蒂利亞及其王室才能從航運得到大量白銀，以之為不斷增加的主要收入。但最終，這些進口使其他工業的投資萎縮，令西班牙在16世紀後期經歷通貨膨脹。而猶太人和摩里斯科人，被强迫皈依基督教的摩尔人被驅逐，更令商業和手藝行業流失人才，使情況更壞。大量白銀流入，使西班牙過度依賴外來的原料和製成品。
富人喜歡將其財富用來買公債（juros）。公債由這些進口白銀支持，而非製造業的生產和農業之改進。公債使西班牙貴族階級一直認為勞動工作是可恥的，而這時其他西歐國家正逐漸摒棄這種偏見。在低地國家、法國、英格蘭及其他歐洲地區，金銀之流通促成經濟及社會變革，在西班牙卻不然。薩拉曼卡學派和規劃者（Arbitrista）對通貨膨脹問題提出建議，但他們未能左右哈布斯堡政府的政策。
1516年斐迪南驾崩后，胡安娜继位为阿拉贡女王，胡安娜的长子、出身哈布斯堡家族的卡尔以与她共治的名义继位为两国国王卡洛斯一世，但胡安娜仍然被关在修道院里。卡洛斯一世的登基为西班牙哈布斯堡王朝的开始。尽管这时的西班牙还是一个分散的国家，但领土巩固的过程已经完成，统一于唯一君主之下。
1519年卡洛斯被选为神圣罗马帝国皇帝，称卡尔五世，遂为多国共主。

### 西班牙的黃金年代：日不落帝國（1521年－1643年）
16及17世纪有時被稱為西班牙黃金時代（Siglo de Oro）。在16世紀，西班牙就從新西班牙得到了相等於1萬5千億美元（1990年的物價）的黃金及白銀。當時其版圖之廣，使之經常被譽為“日不落帝國”。這個黃金時代中運轉不靈的帝國，其權力重心並非遠在內陸的馬德里，而是塞維利亞。
哈布斯堡的政治目標有多个：
- 獲取美洲（金、銀、蔗糖）和亞洲的產物（瓷器、香料、絲綢）。
- 削弱法國的勢力，並阻止其東進。
- 維持天主教哈布斯堡王朝在德意志的霸權，以助天主教会抵抗宗教改革。
- 抵抗穆斯林對歐洲的威脅，尤其針對奧斯曼帝國。

兩位天主教君主（Reyes Católicos）的政治婚姻，使其外孫查理繼承了卡斯蒂利亞在美洲的帝國、地中海的阿拉貢帝國（包括今意大利大部分地區）、神聖羅馬帝國、低地國家及弗朗什孔泰的王位。故此，此帝國是以領土傳承而建立，而非征戰。名义上西班牙由查理与其母胡安娜女王共治，但胡安娜仍被关在托德西亚斯的王宫中。
哈布斯堡王朝揮霍從卡斯蒂利亞和美洲殖民地得來的財富，為其利益而在歐洲屢開戰端，數次拖欠借款，使西班牙破產。帝國與卡斯蒂利亞人民的矛盾，終於引發1520至22年的卡斯蒂利亞社區起義。暴动者释放了被关的共治女王胡安娜，意图拥戴为唯一君主，废黜查理。胡安娜虽然同情他们，但得知自己以女王名义签署支持暴动的文件可能导致儿子查理下台后没有照做。查理平定了卡斯蒂利亞社區起義後，为防胡安娜再被反对者利用而继续将她关在修道院里。他成為歐洲最有權勢的人，其歐洲帝國無可匹敵，直到拿破侖年代為止。此外，他又嘗試在沃木斯議會遏止宗教改革，但馬丁·路德拒絕公開放棄其“異端邪說”。而且，他對宗教的虔誠，並未能阻止其嘩變的部隊劫掠羅馬教廷。
哥倫布之後，一群稱為西班牙征服者的探險戰士繼續在新大陸開拓殖民地。這些軍隊利用當地族群和國家的爭端以獲益。當地一些勢力為了打敗比自己強大的敵人，而過於渴求與西班牙人結盟，例如印加人及阿茲特克人。後來，其他歐洲殖民勢力都經常利用同樣的戰術。而且，疫病的傳播也使西班牙人更輕易征服美洲大陸。疫病（例如天花）在歐洲常見，在新大陸卻從未出現，使得大量美洲原住民死亡。這造成勞工短缺，因此殖民者最初非正式地漸漸開始大西洋奴隸貿易（詳見美洲原住民人口歷史）。

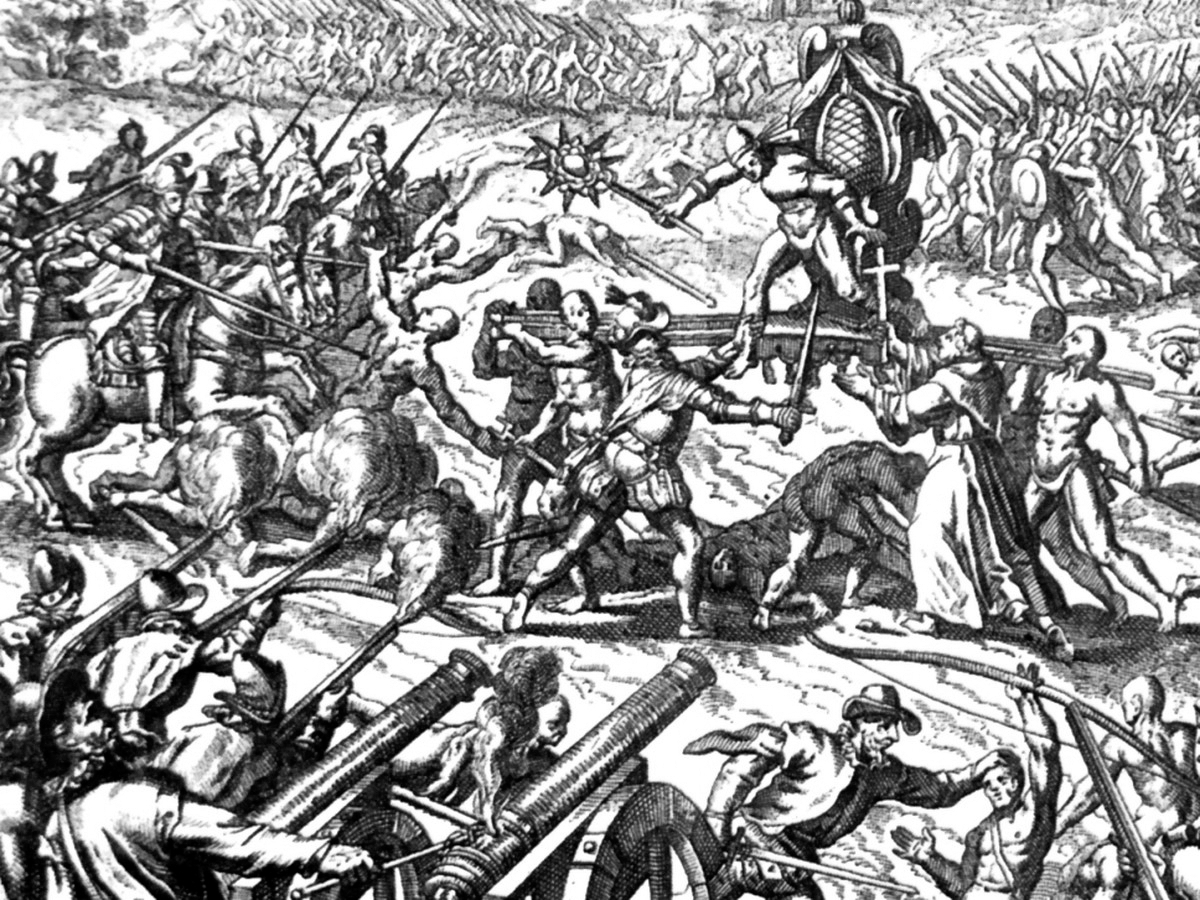
卡哈馬卡戰役中，印加皇帝阿塔瓦爾帕在其轎子上投降。

當中最成功的西班牙殖民者領袖，可能是埃爾南·科爾蒂斯。他帶領一支小軍隊，並同時有大約二十萬名美洲原住民的支持，於1519至21年間征服強大的阿茲特克帝國，將墨西哥納入西班牙帝國版圖，作為建立新西班牙的基礎。此外，佛朗西斯科·皮薩羅征服印加帝國，後來更成為秘魯總督，可說是同等重要。征服墨西哥後，黃金城市的傳言（北美洲的基維拉（Quivira）和西沃拉（Cíbola）；南美洲的黃金國（El Dorado））引起更多遠征活動，不過很多都空手而回；即使找到城市的人，都發覺所得的比預期少得多。其實，礦場成立後，美洲殖民地才開始為王室帶來大部分收益，例如波托西礦場（1546年）。
1521年，法國國王弗朗索瓦一世發覺其國被哈布斯堡領土包圍，於是攻擊西班牙在意大利的屬地，再次引起兩國的衝突。法國遭遇災難性敗績，先後在比克卡會戰（1522年）、帕维亚之战（1525年，弗朗索瓦本人被虜）和蘭德里亞諾戰役（1529年）受挫。結果，弗朗索瓦退出戰爭，再次放棄米蘭予西班牙；弗朗索瓦一世為了取得自由，不惜簽訂割讓勃艮地（給查理）、布列塔尼（給英王亨利八世）等領土的屈辱條約。但弗朗索瓦一世一回到法國，就宣布撕毀條約，不但拒絕割讓土地給查理和英國，還繼續出兵和查理作戰。

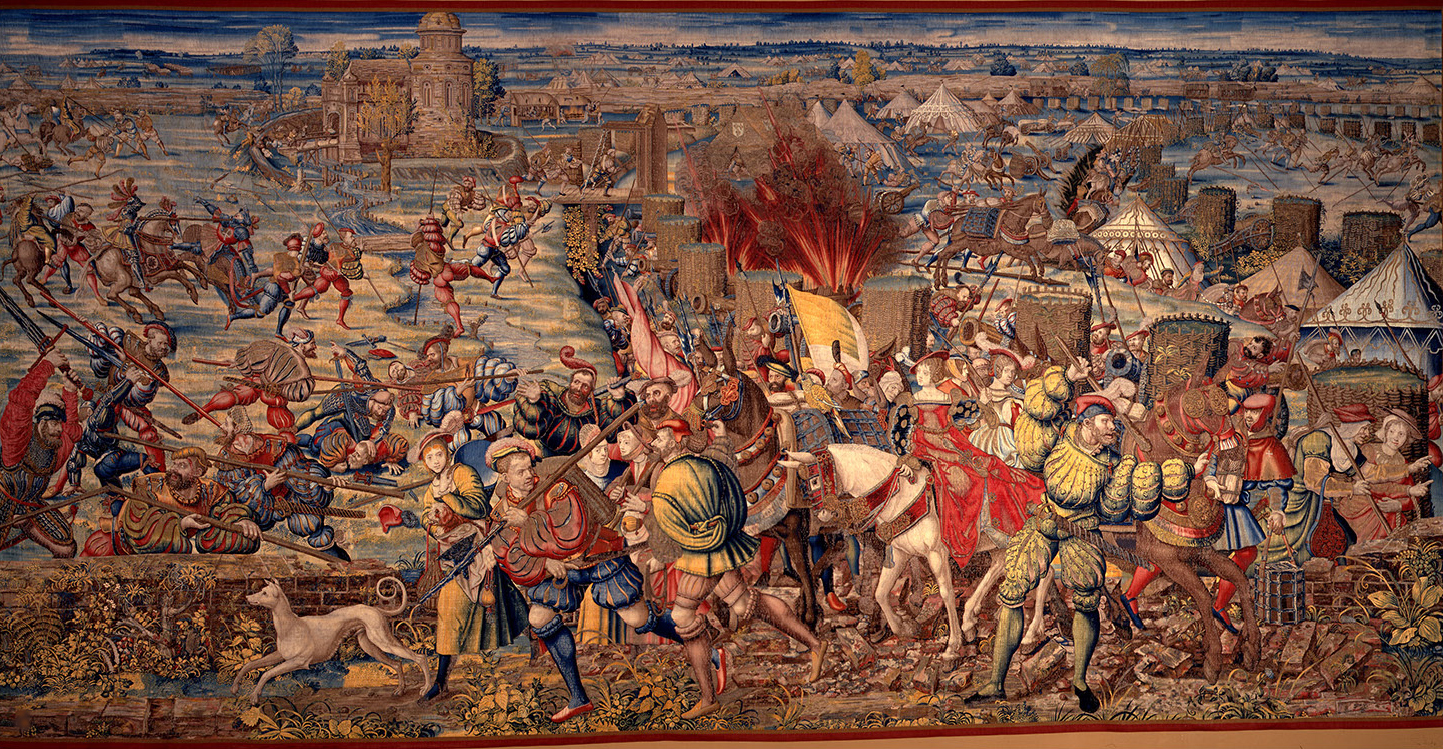
1525年的帕维亚之战，西班牙大敗法國，接替為西歐的第一強權

#### 帕維亞會戰及奧格斯堡和約（1525年－1555年）
1525年，查理五世在帕维亚之战中大敗法國，使很多義大利及德意志人感到意外，令人擔心他將會繼續擴張勢力。很快地，教宗克萊孟七世倒戈支持法國及義大利一些重要城邦，以上帝的名義宣布，弗朗索瓦一世與查理五世所簽訂的割地條約無效；克萊孟七世還主動參與針對哈布斯堡帝國的科涅克同盟戰爭（1526-1529年）。查理五世因此勃然大怒，加上查理漸漸厭倦克萊孟七世教宗干預他認為與宗教毫無關係的事務，所以在1527年攻陷羅馬，使教宗蒙羞。結果，以後克萊孟七世與繼任的教宗在與世俗勢力交往時，都顯得加倍謹慎，不敢違背西班牙國王。1529年，教宗與查理簽署巴塞隆那和約，建立更和諧關係。西班牙正式成為天主教的保護者，而查理被教宗加冕為意大利國王（倫巴第）；因為教宗需要查理的西班牙出兵，以推翻趁機自立的佛羅倫薩共和國。1533年，教宗克勉七世拒絕讓英王亨利八世離婚，主要原因是他不希望觸怒查理五世，令羅馬再度被洗劫。
1522年，葡萄牙人斐迪南·麥哲倫主導一支西班牙船隊進行環球航行，途中在菲律賓去世。胡安·塞瓦斯蒂安·埃爾卡諾將會承繼領導工作，使航行成功。
1528年，著名海軍上將安德烈亞·多里亞與查理五世結盟，打敗法國軍隊，使熱那亞重新獨立，也讓查理有改善財政的機會。同年，熱那亞的銀行首次借貸給查理。
西班牙更積極在新大陸建立殖民地，在1530年代建立新格拉納達（今哥倫比亞），在1536年建立布宜諾斯艾利斯。 
西班牙曾訂立法例，保護其美洲殖民地的原住民，首條法例在1542年建立。法例的法律意義，成為現代國際法的基礎。歐洲殖民者藉著殖民地的遙遠，感到權力受制時，便發動叛亂，使部分新法律（Leyes Nuevas）被廢除。後來，約束力較弱的法律訂立，用以保護原住民，但紀錄顯示這些法律效力不足。監護徵賦制（Encomienda）重新建立，印地安人不受保護，反而受到剝削。
1543年，法國國王弗朗索瓦一世宣布首次與鄂圖曼帝國蘇丹蘇萊曼大帝結盟，並與鄂圖曼軍隊佔領西班牙控制的城市尼斯。英王亨利八世雖然不滿查理五世阻止他離婚，但更不滿法國，所以跟查理五世一起侵略法國。雖然西班牙在薩伏伊的切雷索萊戰役遭受重大挫敗，但法國仍然難以威脅西班牙控制的米蘭，又在北方敗於亨利八世，故此被迫接受不利的條件。查理五世的弟弟斐迪南領導奧地利軍隊，繼續在東方與鄂圖曼軍隊交戰。查理則處理早前未解決的國內問題，由路德派德意志諸侯及其他新教邦國組成的施馬爾卡爾登同盟。

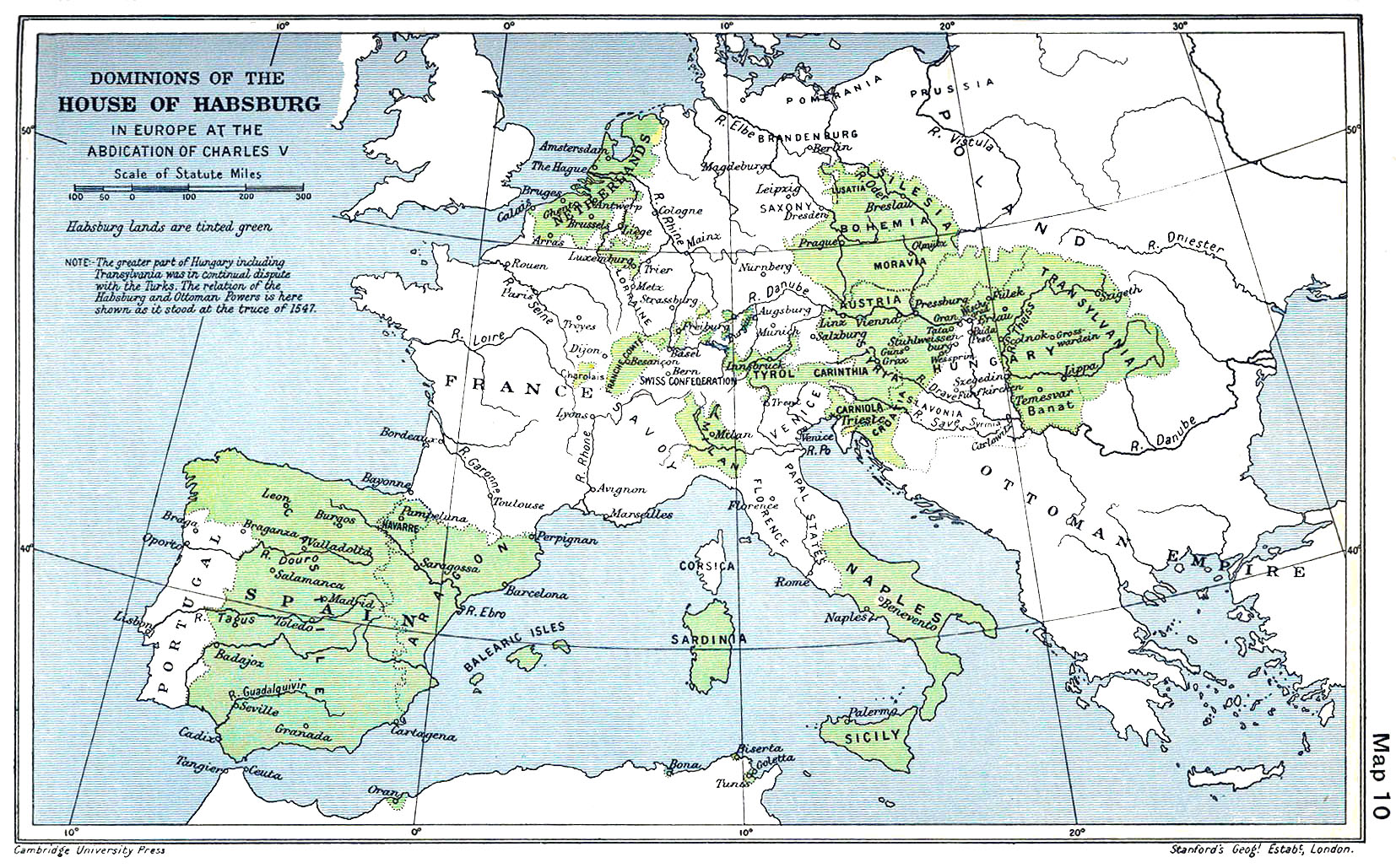
1912年出版的The Cambridge Modern History Atlas，描繪1547年米爾貝格戰役後哈布斯堡帝國的版圖。其領土以綠色顯示。1556年開始，版圖由荷蘭伸延至法國以東和意大利南部。西班牙哈布斯堡王朝保留了薩丁尼亞

這個同盟已經跟法國結盟，並阻止一些德意志人企圖破壞它的行動。可是，法王弗朗索瓦在1454年戰敗，使其與新教徒的同盟瓦解，令查理有可乘之機。首先，在1545年，特倫托大公會議舉行，查理嘗試進行和談。然而，新教領導層在會上感到被天主教徒出賣，於是參與由薩克森選帝侯莫里茨發動的戰爭。於是，查理帶領來自荷蘭和西班牙的軍隊入侵德意志，希望能恢復帝國統治。1547年，查理的軍隊在重要的米爾貝格戰役擊敗新教徒，令施馬爾卡爾登同盟崩潰。1555年，查理與新教邦國簽署《奧格斯堡和約》，並根據他的「統治者的宗教乃人民的宗教」原則，重建德意志地區之穩定，但並不受西班牙和意大利宗教人士的歡迎。查理對德意志的政策，令西班牙成為神聖羅馬帝國內天主教和哈布斯堡王朝的保護者。這樣的先例，在七十年後令西班牙參與戰爭，並結束其在歐洲的領導地位。
查理決定多在海岸與鄂圖曼軍隊作戰，結果牽制了鄂圖曼軍隊企圖在地中海東部進侵威尼斯共和國領土之攻勢。當鄂圖曼軍隊進犯西班牙東岸，查理才親自率兵進攻非洲大陸（1545年）。
1555年，被关在修道院里的胡安娜女王驾崩，查理成为西班牙唯一君主。

#### 聖康坦到勒班陀戰役（1556年－1571年）
查理五世唯一合法婚姻所生的兒子腓力二世（1556至98年在位）與叔父斐迪南一世瓜分了哈布斯堡王朝的領地。腓力視西班牙為他帝國的基礎，但西班牙人口僅有法國的三分之一，難以為帝國提供足夠的兵力。後來，腓力與瑪麗·都鐸聯姻，使西班牙與英格蘭結盟。
但是，西班牙仍然未得和平。1547年，深具野心的法王亨利二世登位，不久就再與西班牙發生衝突。腓力二世繼位後，繼續進行西班牙與法國的戰爭，先後在皮卡第的聖康坦戰役和格拉沃利訥戰役擊敗法軍。1559年，兩國簽署《卡托-康布雷齊和約》，永久確認西班牙在意大利的主權。和約簽署後慶祝典禮舉行，亨利參加馬上槍術比賽時被斷矛插中，數天後去世。在往後的三十年，法國陷入長期內戰與動盪（請參看法國宗教戰爭），故此不能在歐洲強國競賽中與西班牙和哈布斯堡王朝競爭。於是，由1559至1643年，沒有法國威脅的西班牙國力達到巔峰，版圖擴張至最大。
1557年，腓力二世統治的西班牙面對破產，於是給熱那亞銀行財團發展的機會。它們使德意志銀行集團陷入混亂，並取代富格爾家族成為西班牙的金融巨頭。哈布斯堡王朝制度累贅，熱那亞銀行為之提供流動借款和可靠的穩定收入。王朝則協助銀行，將塞維利亞不太可靠、來自美洲的白銀迅速運到熱那亞，以提供更多資本。 
1565年，佩德羅·梅嫩德斯·德阿維萊斯（Pedro Menendez de Aviles）創立聖奧古斯丁，並建立殖民地佛羅里達。後來，法國海軍軍官讓·里博（Jean Ribault）與150名同胞企圖在西班牙佛羅里達建立非法殖民地，不久後被德阿維萊斯擊敗。聖奧古斯丁很快就成為重要的戰略地點，讓滿載金銀的西班牙船隻從新大陸的殖民地航行到西班牙。
同年的4月27日，米格爾·洛佩斯·德萊加斯皮（Miguel López de Legazpi）在菲律賓創立首個永久的西班牙殖民地，馬尼拉大帆船正式開始服務。這些大帆船把貨物經太平洋從亞洲運載到墨西哥海岸的阿卡普爾科；然後，貨物又在墨西哥運上西班牙珍寶船隊，最後運返西班牙。1572年，西班牙為了促進此貿易活動，建立了馬尼拉。

勒班陀戰役終結了鄂圖曼帝國在地中海的海洋大國地位

法國宗教戰爭初期，西班牙擊敗法國，使腓力二世野心壯大。1565年，鄂圖曼軍隊企圖登陸戰略地帶、有聖約翰騎士團守衛的馬爾他，被西班牙擊退。鄂圖曼帝國蘇丹蘇萊曼大帝在翌年去世，其較為平庸的兒子塞利姆二世繼位，令腓力更有信心，決定主動進攻。1571年，查理五世的私生子奧地利的唐胡安領導西班牙、威尼斯共和國和歐洲志願者的艦隊，在勒班陀戰役擊潰鄂圖曼艦隊。此乃海軍歷史一場重要戰役，因為鄂圖曼帝國失去了在地中海的海上霸權。西班牙的勝利，加上腓力二世背負著反宗教改革的任務，使西班牙的國威和海外強權達至頂峰。

#### 王國的困擾（1571年－1598年）
西班牙只有短暫的太平盛世。1566年，加爾文主義者在尼德蘭發生動亂，促使費爾南多·阿爾瓦雷斯·德托萊多領軍到該地維持治安。1568年，沉默者威廉嘗試把阿爾瓦公爵逐出尼德蘭，但是失敗。一般認為，這些衝突是八十年戰爭爆發的序幕，最終令尼德蘭聯合省獲得獨立。西班牙依靠尼德蘭得到大量財富，尤其來自重要港口安特衛普。於是，西班牙政府致力維持治安和對尼德蘭諸省的控制。1572年，一群稱為“海上乞丐”（Watergeuzen）的尼德蘭私掠者佔領數個尼德蘭沿海市鎮，並反對西班牙統治，支持沉默者威廉。
戰爭使西班牙陷入困境，甚至可謂深陷泥淖。1574年，萊頓圍城戰中，尼德蘭人摧毀堤壩，導致廣泛水浸，使路易斯·德蘇尼加-雷克森斯（Luis de Zúñiga y Requesens）領導的西班牙軍隊撤退。1576年，腓力二世面臨嚴重財政問題。他麾下八萬人軍隊正在佔領尼德蘭，其軍費與在勒班陀戰役取勝的艦隊相若。而且，公海海盜問題日趨嚴重，使美洲殖民地帶來的收入減少。故此，他被迫宣布破產。不久後，尼德蘭的西班牙軍隊叛變，奪取安特衛普並到原本和平的南尼德蘭搶掠，使當地部分城市也加入叛亂。西班牙選擇談判，於1579年成立阿特雷赫特聯盟（Union of Atrecht；又稱為阿拉斯聯盟），使大部分南部省份再度恢復和平。
上述協議規定所有西班牙軍隊離開尼德蘭。而且在1580年，阿維什王室最後成員、葡萄牙國王恩里克一世去世，讓腓力二世有鞏固其權利的機會。腓力宣稱擁有葡萄牙王位的繼承權，並在6月下令阿爾瓦公爵帶兵到里斯本，確保他能獲得王位。7月，安托尼奧一世在葡萄牙登位，但在一個月後被阿爾瓦公爵擊敗。阿爾瓦公爵和西班牙駐軍，在里斯本並不比在鹿特丹更受歡迎。最後，腓力二世開始統治葡萄牙，西班牙哈布斯堡王朝以共主邦聯的關係，統治葡萄牙六十年。兩國合併，讓腓力同時統治幾乎整個已發現的新世界，以及在非洲和亞洲的龐大貿易帝國。腓力二世為了令新建立的葡萄牙王國穩定，把首都搬遷到大西洋海港里斯本。1582年，他又重新遷都到馬德里。至此，西班牙的統治模式確立，縱使一些評論家對此有意見。一評論人指：「海洋力量對西班牙國王最重要，尤甚於任何統治者。唯有海上力量，能令一個社區向如此遠的地方擴展。」1638年，研究戰略的評論人則認為：「西班牙軍隊最適宜擁有的力量，正在海上，但是這國家問題太著名了，即使我認為是時候評論它，我都不應該這樣做。」 (）

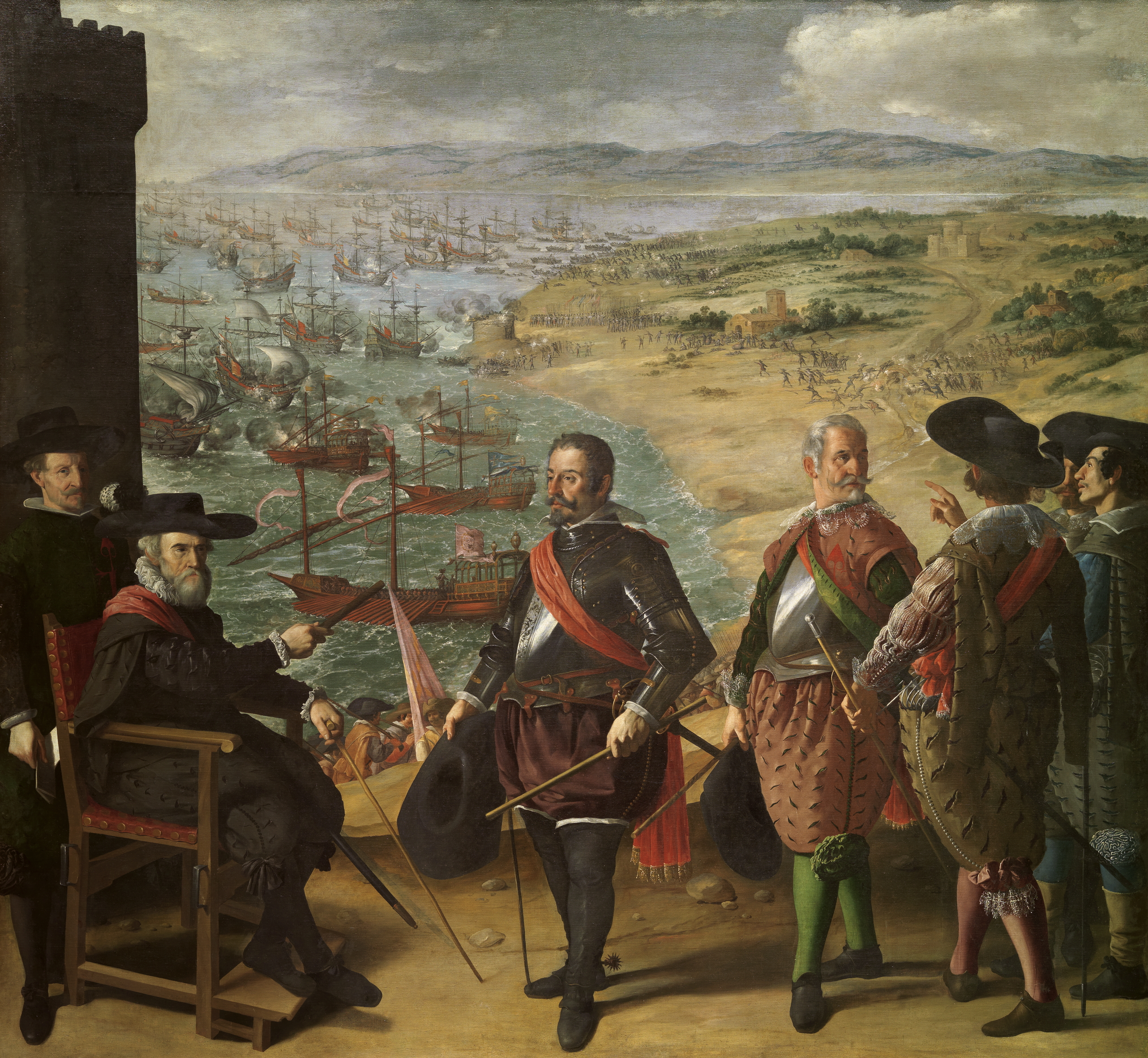
《防衛加的斯》——由弗朗西斯科·蘇爾瓦蘭（Franciso Zurbarán）繪畫

當時，西班牙需要軍隊負責佔領葡萄牙，以穩定對其之統治。而在1576年破產的西班牙，就仍然在恢復元氣。1584年，奧蘭治的威廉被一名神志不清的天主教徒刺殺。這位受尼德蘭人歡迎的抗爭領導人之死，似乎能令戰爭結束，但事實恰恰相反。1586年，伊麗莎白一世出兵支持尼德蘭和法國的新教徒，其部下弗朗西斯·德雷克在加勒比海和太平洋攻擊西班牙商船，並特地主動進攻港口加的斯。1588年，為了停止伊麗莎白一世的干預，腓力派遣無敵艦隊以攻擊英軍。當時天氣良好，英格蘭派遣較小型和敏捷的戰艦，而且得到在尼德蘭的間諜幫助，得以做好做戰準備。結果，英軍擊敗了為數更多、防備更佳的西班牙戰艦。雖然西班牙遭受重大挫敗，但隨後的德雷克-諾里斯遠征（1589年）是英西戰爭（1585至1604年）的轉捩點，使西班牙佔上風。幾乎人人都肯定西班牙的艦隊是歐洲最強，直到1639年的唐斯戰役中，疲態漸現的西班牙被尼德蘭海軍擊敗。

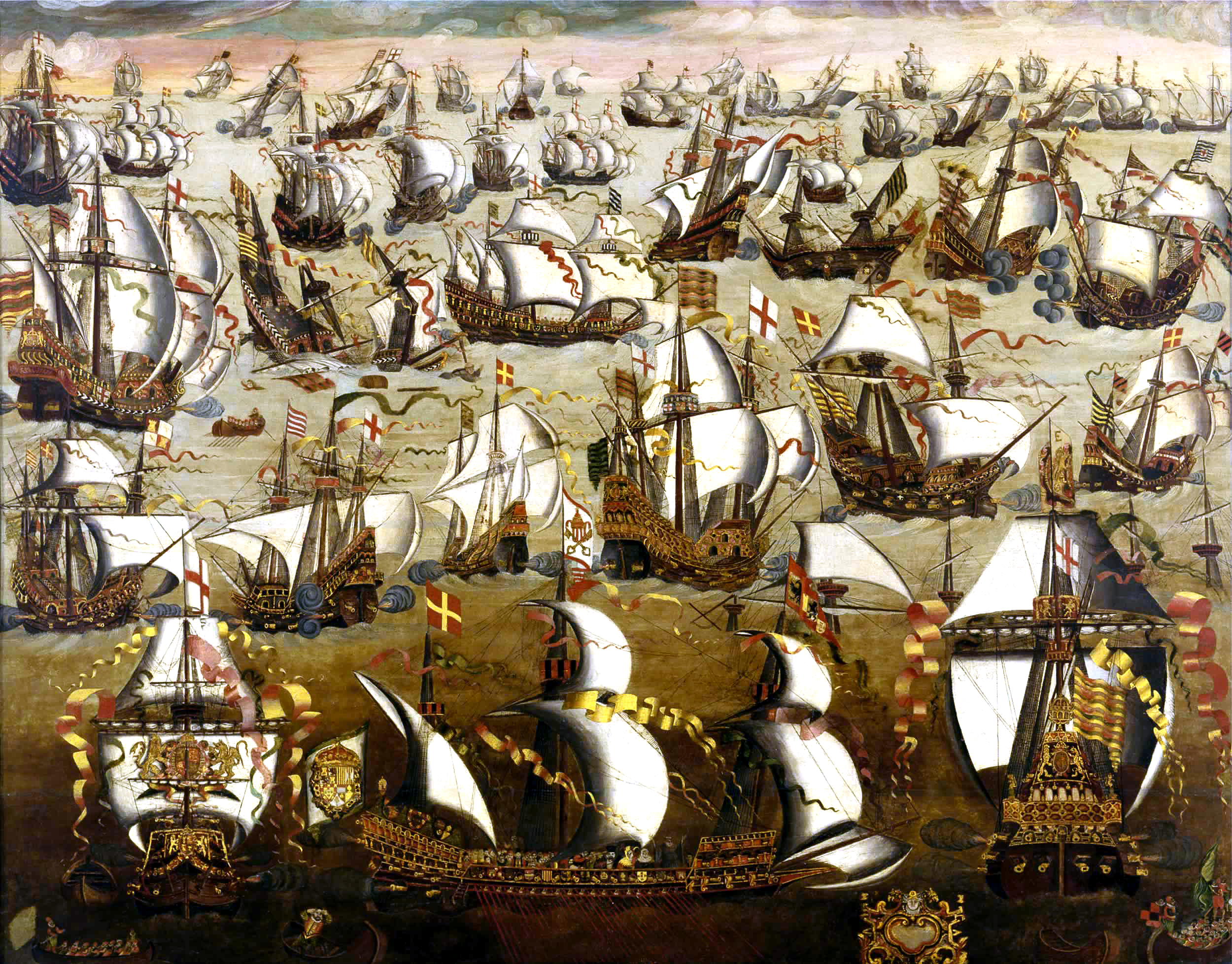
1588年，無敵艦隊離開費羅爾灣

法王亨利二世去世後，西班牙參與法國的宗教戰爭。1589年，瓦盧瓦王朝最後的國王亨利三世在巴黎城外去世。其繼位者、首位波旁王朝的法國國王納瓦拉的亨利四世是能力出眾的領導者。他在阿爾克戰役（1589年）和伊夫里戰役（1590年）擊敗法國天主教聯盟，取得重要勝利。腓力二世堅決要阻止亨利成為法國國王，於是分派軍隊到尼德蘭，並在1590年入侵法國。

#### 「上主眷顧西班牙」（1596年－1626年）
面對著與英格兰、法国、荷兰的戰爭，而對方都有卓越將領，處於破產的西班牙發現自身實力不及三者。西班牙為了脫離連串衝突的困局，在1598年與法國簽訂《韋爾萬條約》，承認亨利四世（1593年開始成為天主教徒）為法國國王，並恢復卡托-康布雷齊和約中很多條款。英國在海上多次戰敗，而西班牙又支持天主教徒在爱尔兰岛不斷進行游擊戰，遂於1604年簽訂《倫敦條約》，當時英格蘭君主是較易相處的新君，斯图亚特王朝的詹姆士一世。
西班牙與英法修好，使西班牙可以集中精力，鞏固其对尼德蘭的統治。當時荷蘭領袖奧蘭治的威廉之子、拿騷的毛里茨。他也許是當代最有才略的軍事家，在1590年以後奪取數個邊境城市，包括布雷達要塞。西班牙與英國締結和約後，其新任將領安布羅西奧·斯皮諾拉能力可與毛里茨相比，加緊進攻荷蘭，卻因為西班牙在1607年發生最後一次破產而未能成功。西班牙和聯合省在1609年簽署《十二年停戰協定》，西班牙終於再次回到和平，史稱西班牙和平。
停戰期間，西班牙國力恢復良好，並穩定其財政。她成為下一場大型戰爭的主要角色前，積極恢復其威信。腓力二世的繼承人腓力三世能力平庸，無心理政，選擇由下屬管理他的政務細節。其首相是有才幹的萊爾馬公爵。
萊爾馬公爵（以至腓力三世）都對其盟國奧地利之事務不感興趣。1618年，腓力撤換了首相，換來了饒有經驗的駐維也納使節（唐）巴爾塔薩·德蘇尼加為首相。唐巴爾塔薩認為，只要西班牙和哈布斯堡的奧地利緊密合作，就能制約復甦中的法國及消滅荷蘭境內的反對勢力。1618年，布拉格拋窗事件兩度發生後，奧地利及神聖羅馬皇帝斐迪南二世便開始著手對付新教聯盟及波希米亞。唐巴爾塔薩鼓勵腓力聯合奧地利哈布斯堡王朝加入戰團。而在西班牙駐尼德蘭軍隊冒起的新星斯皮諾拉，統領佛蘭德軍參戰。西班牙加入三十年戰爭。

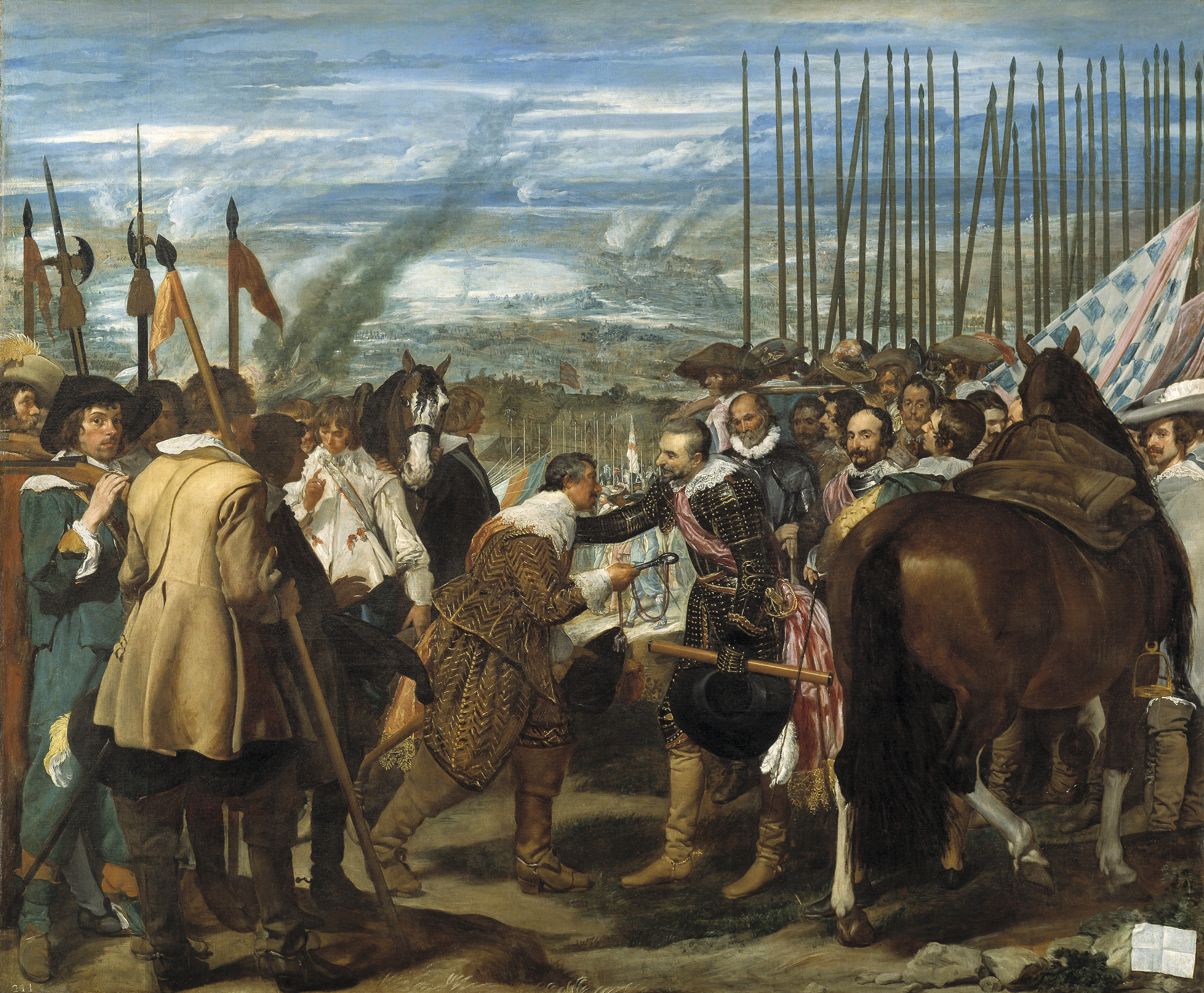
《布雷達之降》描繪布雷達在1625年向安布羅西奧·斯皮諾拉投降的情景，作者為迭戈·貝拉斯克斯。這次勝利象徵西班牙軍力在三十年戰爭時再度提升。

1621年，腓力三世去世，比他更虔誠的兒子腓力四世繼位。次年，奧利瓦雷斯伯爵-公爵接替其舅父唐巴爾塔薩為首相。奧利瓦雷斯是合理地正直而有能的人，相信西班牙一切的困擾都來自尼德蘭。波希米亞人在初期受挫，先後在1621和1623年於白山和施塔特洛恩被擊敗。與荷蘭的戰鬥在1621年繼續。1625年，斯皮諾拉攻下布雷達要塞。丹麥國王克里斯蒂安四世的干預使一些人擔心（他是少數沒有財政問題的歐洲君主）。不過在1626年，神聖羅馬帝國將領阿尔布雷希特·冯·华伦斯坦先後在德紹河和巴倫山麓盧特成功擊退丹麥，解決其患。
當時丹麥被擊退後，德意志境內的新教徒似乎被肅清。西班牙於是期望將尼德蘭重新納入版圖。法國局勢再度不穩（著名的拉羅歇爾之圍在1627年開始），西班牙帝國之顯赫呼之欲出。奧利瓦雷斯伯爵-公爵堅定地斷言：“神眷顧西班牙，在這些日子為我國作戰。”（"God is Spanish and fights for our nation these days."）

#### 羅克魯瓦戰役：西班牙帝國中衰之路（1626年－1643年）
奧利瓦雷斯的時間並不夠用。他理解到西班牙需要改革，改革需要和平。然而，他仍然把「摧毀尼德蘭聯省共和國」列為首要之事，他認為荷蘭的財富就是反對哈布斯堡王朝統治的根源：荷蘭銀行家資助塞維利亞的東印度群島商人，世界上荷蘭的企業家和殖民地開拓者都在侵蝕著西班牙人和葡萄牙人霸權的基礎。
正當安布羅西奧·斯皮諾拉和西班牙軍集中進攻尼德蘭，戰爭似乎對西班牙有利。可是，卡斯蒂利亞王權的經濟卻在1627年崩潰。西班牙人一直在把其貨幣貶值，以至物價飛漲，正如數年前在奧地利一樣。直到1631年，卡斯蒂利亞部分地區透過實物交易來解決貨幣危機。這時，政府無法從農民階層抽取任何有意義的稅金，只好依賴從殖民地所得的收入。在德意志的西班牙軍隊更在該地“自負盈虧”。
奧利瓦雷斯曾經支持某些稅制改革在戰後實行，但是因另一場令西班牙尷尬、在意大利發生的戰爭而被譴責。在二十年的停戰期間，荷蘭人重視發展其愈來愈強大的海軍（詳見1607年直布羅陀戰爭），成功破壞西班牙的海上貿易，那西班牙在經濟崩潰後所全盤依賴的事業。
此時西班牙與尼德蘭在許多地方展開競爭，例如1626年，西班牙在尼德蘭佔領台灣南部之後不久也佔領臺灣北部，不過16年後又在尼德蘭的攻擊下撤出。
西班牙的軍事資源完全投放在歐洲各處以至海上，用來保護海上貿易和防範荷蘭人的戰艦。帝國中葡萄牙的部分，其航運被襲擊，其貿易站和領土被攻擊，受害尤甚。
1628年，尼德蘭船長皮特·彼得松·海因（Piet Pieterszoon Hein）捕獲西班牙寶藏船。西班牙經濟嚴重衰退，尼德蘭卻在英明能幹的執政奥兰治亲王弗雷德里克·亨德里克領導下，經濟軍事蒸蒸日上。西班牙發現她不能應付日益增長的海軍之威脅，不單是尼德蘭，還有法國和英格蘭。但這時候，他們在地中海仍然有強大的海軍實力，抵抗奧斯曼海軍和穆斯林海盜。
1630年，瑞典的古斯塔夫二世是歷史上最有名的將領之一。他登陸並攻取德意志的最強歐洲大陸要塞、對抗他的施特拉爾松德港。古斯塔夫其後揮軍南下，並在布賴騰費爾德戰役及呂岑戰役取得顯著的勝利，愈加吸引新教徒的支持。但後來，他在1632年於呂岑去世，天主教帝國在訥德林根戰役中大敗瑞典軍。1635年，神聖羅馬皇帝跟因戰亂而疲乏的德意志邦國議和。很多邦國都同意，包括最強大的勃蘭登堡和薩克森。法國卻在此時介入事件，使外交情勢不明朗。

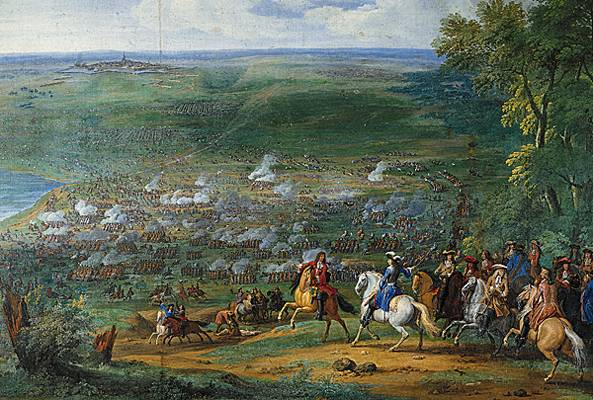
1643年的羅克魯瓦戰役象徵西班牙顯赫時代結束，步向中衰。

戰爭初期法國首相黎塞留曾經大力支持尼德蘭及清教徒反對西班牙及神聖羅馬帝國，並向他們提供資金及裝備，企圖遏止哈布斯堡在欧洲的擴張。然而，黎塞留認為《布拉格和約》的簽署會對法國的計劃有所不利，於是法國在條約簽署幾個月內向神聖羅馬帝國及西班牙宣戰。西法兩國交戰初期，較有經驗的西班牙軍曾取得成功：奧利瓦雷斯命令軍隊從尼德蘭突擊法國北部，希望藉此粉碎路易十三下屬的信心，並促使黎塞留下台。在1636年的，西班牙軍推進至法國科爾比的南部，並威脅首都巴黎的安全。對西班牙而言，戰爭即將結束。
但1636年以後，奧利瓦雷斯停止向前推進，恐怕令王室再次破產。他舉棋不定，並未借勢進攻，引起重大影響。西班牙軍隊以後都沒有如此深入敵陣。1639年，西班牙艦隊在唐斯戰役中被尼德蘭海軍擊敗。西班牙人方才發現他們在尼德蘭未能補給，亦沒有足夠的增援。1643年，在尼德蘭境內的羅克魯瓦戰役中，代表西班牙最強軍力和領導力的佛蘭德軍被波旁的路易二世的軍隊所突擊。這支由弗朗西斯科·德梅洛（Francisco de Melo）率領的軍隊遭遇潰敗，大部分士兵被法國騎兵或殺或擒。佛蘭德軍名譽毀於羅克魯瓦，而西班牙從此開始走向中衰。

### 西班牙哈布斯堡王室下的帝國（1643年－1700年）
傳統上，歷史學家認為1643年的羅克魯瓦戰役標誌著西班牙在歐洲之霸權結束。可是，這場戰爭其實還沒完結。1640年代，法蘭西王國煽動加泰羅尼亞人、那不勒斯人和葡萄牙人蜂起，反抗西班牙統治。而西班牙於1648年失去對尼德蘭的統治權後，便與荷蘭人議和，簽署《威斯特伐利亚和約》，承認尼德蘭七省共和國的獨立。自此，西班牙與尼德蘭的八十年戰爭，及與歐洲各國進行的三十年戰爭正式告終。
可是，西班牙與法蘭西的戰爭仍持續了十一年。雖然法蘭西於1648至52年爆發了內戰（詳看投石黨戰爭），但西班牙的經濟情況已經困乏不堪，無法同時處理幾場戰爭。然而，在這時代間，西班牙之衰落常常被誇大。西班牙分別於1648年和1652年收服那不勒斯和加泰羅尼亞。但是，蒂雷納子爵帶領法軍在沙丘戰役擊敗了西班牙在尼德蘭的殘兵，結束這場戰爭。西班牙在1659年與法蘭西簽訂《比利牛斯条約》，割讓出魯西永、富瓦、阿圖瓦（Artois）和大部分洛林給法蘭西王國。
1640年，布拉甘薩的若昂宣稱擁有葡萄牙王位繼承權，主導叛亂，得到葡萄牙人廣泛支持。西班牙既要平息其他叛亂，又與法國戰鬥，未能及時作出反應。若昂登基為布拉甘薩王朝第一任君主，稱為若昂四世。從1644到57年，西葡兩個國家實際上和平共存。1657年，若昂逝世，西班牙企圖從葡萄牙新君阿方索六世手中奪回葡萄牙。可是，西班牙在1663年的阿梅希亞爾戰役和1665年的蒙蒂斯克拉魯斯戰役中連番被葡軍擊敗。最後，西班牙在1668年承認葡萄牙王國的獨立。
西班牙仍然擁有一個龐大的海外殖民帝國，但面對著歐洲霸主法蘭西和大西洋的尼德蘭。
法蘭西國王路易十四引起了權力轉移戰爭（1667至68年），希望奪得西屬尼德蘭。卡洛斯二世和他的攝政團對此無能為力，不但使西班牙聲望大跌，更失去了里爾和沙勒羅瓦城市等領地。1672-1678年的法荷戰爭，路易十四趁機奪取弗朗什孔泰、佛蘭德和埃諾地區部分城市。在大同盟戰爭，路易十四再次進犯西屬尼德蘭。盧森堡元帥率領法軍，在弗勒呂斯戰役（1690年）大敗西班牙軍，隨後更擊破與西班牙同一陣線，由奧蘭治的威廉三世所率領的英荷聯軍。1694年時，法國佔領了西屬尼德蘭過半的領土，包括重要城市根特和盧森堡。此役向歐洲人揭示，西班牙的軍隊和官僚脆弱而落後，而其哈布斯堡政府卻置之不理。（但在1697年結束大同盟戰爭的賴斯威克和約上，路易十四為了討好西班牙，讓其孫繼承西班牙即將絕嗣的王位，把1681年後佔自西班牙的領土全部歸還）

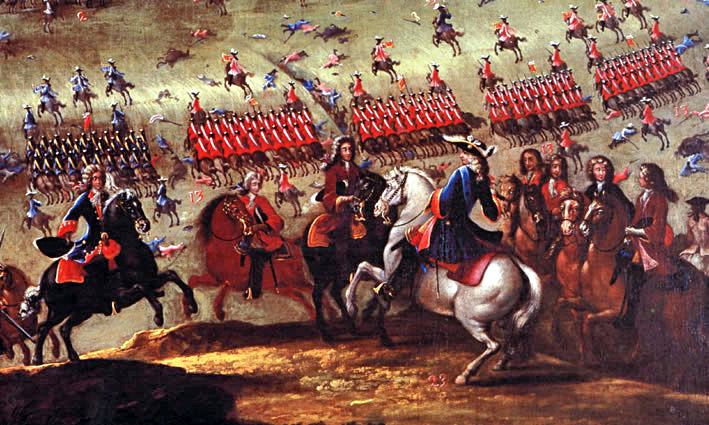
一名畫家描繪的阿爾曼薩戰役。

在17世紀後期的幾十年間，西班牙已經全然衰敗。西歐其他地方的政府與社會正經歷急速轉變，如法蘭西之太陽王治世。西班牙卻命運茫然。有號召力、勤奮和聰明的卡洛斯一世和腓力二世所建立的官僚制度，需要強勢、勤勞的君主。但後繼的腓力三世及腓力四世軟弱和無心理政，令國家開始衰退。卡洛斯二世是一個有智能障礙及陽痿的君主，令哈布斯堡家族後繼無人，結果王位由波旁家族的安茹公爵腓力繼承。這後來引發西班牙王位繼承戰爭。

### 西班牙波旁王室下的帝國：改革與復甦（1700年－1806年）
根據《烏得勒支和約》（1713年4月11日簽署），歐洲列強決定了西班牙的命運，以保持歐洲實力均衡。西班牙新君腓力五世繼續保留西班牙的海外殖民帝國，但割讓西屬尼德蘭、那不勒斯、米蘭及薩丁島給奧地利；西西里島及部分米蘭讓予薩伏依；梅諾卡島及直布羅陀則交予英國。故此，帝國開始減少干預歐洲領土（在1718至20年的四國同盟戰爭，更暴露其弱點）。此外，西班牙更把西屬美洲販賣奴隸的專利權讓予英國三十年（所謂，意譯為協定），又讓其註冊船隻航行到西班牙的殖民地。法國歷史學家費爾南·布羅代爾認為這為合法運輸和走私打開大門。
波旁王朝統治之開始，讓它以中央集權為基礎，實行一切重商主義思想，在美洲緩慢實行，但在這世紀期間愈加快速（詳看西班牙啟蒙時期）。波旁王朝主要是希望破壞根深蒂固的美洲貴族階層社會“克里奧尔”（Criollo；本土出生的歐洲裔殖民），並最終削弱耶穌會對領土的控制，也就是實際上獨立的神權瓜拉尼人（Guarani）的米西奧內斯。1767年，耶穌會被驅逐出西屬美洲。一些商人協會（Consulado）早已在墨西哥城和利馬確立，並由本土地主牢固控制。另一與之競爭的工會在韋拉克魯斯成立。
腓力的政府馬上成立海軍及印度群島部（1714年）、創立首間洪都拉斯公司（1714年）、一間加拉加斯公司（1728年）和唯一注定興盛的哈瓦那公司（1740年）。在1717至18年，負責管理印度群島的印度群島議會（Consejo de Indias）和印度群島貿易館（Casa de Contratación）也管理笨重的寶藏船，從塞維利亞遷移到加的斯，使之處理所有印度群島的貿易（詳見商船制度）。私人的定期出航緩慢取代舊有的武裝護航船。但是到了1760年代，已經有郵船定時來回加的斯、哈瓦那和波多黎各，也有較疏落的航班前往拉普拉塔河，1776年該地新增一個總督。相對於有註冊航運，西班牙賴以為生的非法貿易減少（1735年航運註冊處成立）。
1780年，圖帕克·阿馬魯二世在秘魯發動起義。委內瑞拉的發動叛亂。兩次事件同樣都是對於更嚴密、有效統治的反應，表現出西屬美洲局勢之不安，並顯示制度改革再度引起抵抗。
結果，西班牙在18世紀實際只是法國的附庸國，不能稱為超級強國。西班牙在美洲的龐大帝國與大國地位有相關。然而，即使考慮到弗洛里達布蘭卡伯爵的改革，都難以說她與奧地利和俄羅斯並列，更遑論法國或英國。西班牙未能奪回直布羅陀，但是在18世紀其海外帝國趨向繁榮，貿易在其改革下穩步增長，尤其在後半世紀。英國海軍在七年戰爭（1756-63年）取得重大勝利，使1740年代以來航運的快速增長受阻。之後，貿易再度復蘇，但是西班牙參與美國獨立戰爭（1779-83年）期間，英國的攻勢再度阻礙貿易。不過，由於商船制度以外的貿易得到准許，故此帝國的船運貿易在1780年代再次增長，而且發展速度特別快。
加的斯對美洲的貿易壟斷結束，使西班牙制造業復蘇。其中最顯著的是，加泰羅尼亞的紡織業在1780年代中時，已經顯示出工業化的最初現象。一小群活躍於政治的商家階級在巴塞羅那出現。這些工業的規模與蘭開夏郡的龐大工業比較，確實很細小，但它們快速發展，並將會在19世紀成為該行業在地中海的中心。這些細小、零散的地方現代工業的發展固然不能誇大，尤其考慮到位於北方的工業規模如此龐大，當中以英國為甚。但是，這些發展的確反證西班牙的經濟停滯。大部分經濟增長在沿海主要城市和大型島嶼發生，例如古巴的種植業發展，以至美洲貴金屬採礦業再度增長。在另一邊廂，西班牙郊區及其帝國大部分地區，有大量居民生活。很多人居住在偏遠社區，道路不濟，環境落後，更有人不願妥協陳舊風俗。雖然新的農業技術推出，但被剝削的農民不感興趣，工人階級又沒有農地，故此生產量持續低下。政府推行的政策並不一致。縱使西班牙經濟在18世紀有改善，可是仍然落後。其重商主義的貿易安排，使其不能為其帝國提供足夠貨品和市場。
波旁王朝的制度改革在軍事方面取得成就。1734年，西班牙軍隊在波蘭王位繼承戰爭從奧地利輕易奪得那不勒斯和西西里島。在詹金斯耳朵戰爭（1739-42年），西班牙阻止英國奪取戰略城市卡塔赫納和古巴。而且，雖然在七年戰爭（1756-63年）之末，西班牙敗於英國大幅改良和強大的海陸部隊並失去一些領土，但是在美國獨立戰爭（1775-83年）期間收復失地，並奪得英國的軍港巴哈馬。
到加利福尼亞傳教的計劃在1769年開始。西班牙與英國簽署《努特卡協議》（1791年），將英國在俄勒岡地區劃歸不列顛哥倫比亞。1791年，西班牙國王下令亞歷山德羅·馬拉斯皮納尋找西北水道。
西班牙帝國仍未恢復其一等強國的地位，不過相對於18世紀初，命運完全被其他強國的政治交易控制時，國力已經大幅提升。新君統治之下，西班牙能夠重建並開始為其制度和經濟展開長期的現代化道路。17世紀時的人口倒退業已扭轉。西班牙居於列強的中游，其強國地位的聲稱不容忽視。可是，時移勢易，殖民地的貿易與財富增長，與西班牙本土的貿易也見改善，卻仍受限制，引起不滿，使政治更緊張。馬拉斯皮納提議西班牙帝國改為實行聯邦制，以改善統治和貿易，並解決帝國邊緣的精英與中央之間在政治的緊張局勢。然而，王朝害怕權力旁落，拒絕改革。在世紀之交，法國大革命戰爭和拿破崙戰爭帶來的戰亂降臨歐洲，掃除一切。

### 西班牙殖民帝國的暮年（1808年－1898年）

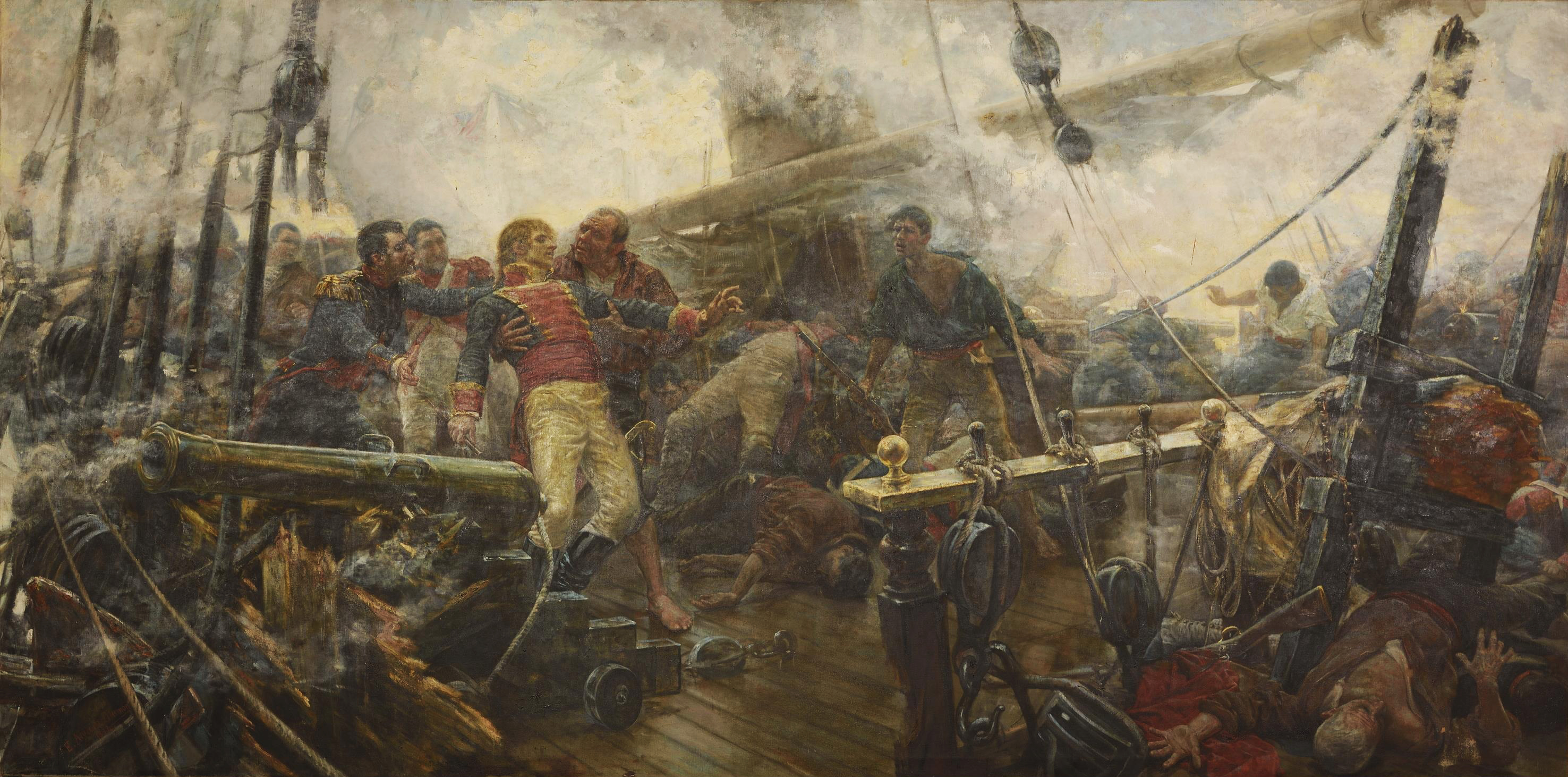
“丘魯卡之死”，關於特拉法加海戰的油畫，作者為歐亨尼奧·阿爾瓦雷斯·杜蒙特，畫像現於普拉多博物館。

西班牙本應能夠恢復其帝國的餘暉，但拿破崙在法國的崛起卻令西班牙願望落空。
西班牙在19世紀第一个失去的主要海外領地，就是遼闊的西屬路易斯安那領地。它一直向北方延伸至加拿大，是在1763年由法國割讓而得來的。1800年，法國皇帝拿破崙按照秘密簽訂的《聖伊爾德豐索第三條約》奪回其統治權，並把它賣給美國（1803年路易斯安那購地）。
而在1805年的特拉法加海戰中，西班牙主力艦隊被法軍下令擊毀，降低西班牙防禦和維護其帝國的能力。另外，拿破崙大軍在1808年入侵西班牙（詳見半島戰爭），有效切斷西班牙與其帝國之連繫。但其實，結束其內部紛爭的是美洲。
拿破崙於1803年將路易斯安那領地賣給美國，引起美國和西班牙的邊界之爭。
美國政府認為西班牙的西屬佛羅里達也在購地範圍內，並要求西班牙交還土地。西班牙為此表示抗議，認為路易斯安那購地的範圍只涉及新奧爾良一帶，反對美國的要求。1810年，西屬佛羅里達和密西西比河河口的路易斯安那剩餘土地發生叛亂，美國趁機向東擴張領土，逼使西班牙就範。最後，兩國在1819年簽署《亞當斯-奧尼斯條約》，西班牙將兩地割讓予美國，並賣佛羅里達全境給對方。

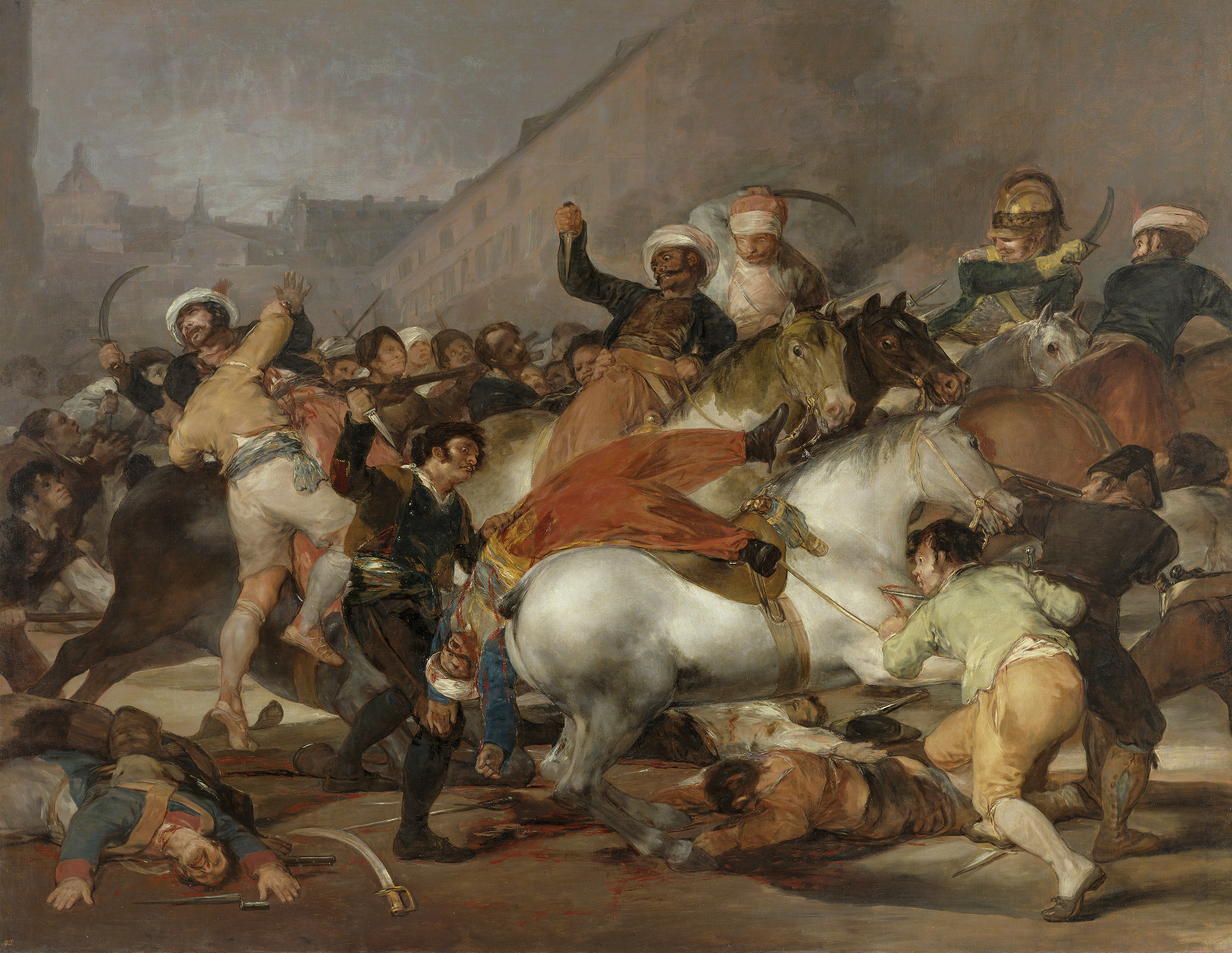
1808年5月2日：馬木魯克的猛攻。弗朗西斯科·戈雅作於1814年。

1808年，西班牙國王被騙，讓其國家不放一槍而被拿破崙吞併。但殘暴的法軍激起西班牙人的起義，持續發起游击战（戈雅的名著描繪了戰爭場面）。拿破崙把這場半島戰爭戲稱為他的“潰瘍”。後來，西班牙出現權力真空近十年，動盪持續數十年，又因繼位問題引起內戰，後來西班牙第一共和國誕生，以至最後發展出有限的君主立憲自由民主制。在首三分一的19世紀，西班牙失去很多殖民地，只剩下古巴、波多黎各，以及偏遠地區的諸如菲律賓、马里亚纳群岛及鄰近的太平洋島嶼，還有撒哈拉、摩洛哥部分地區和西屬幾內亞。
拉丁美洲独立战爭就是英國一次入侵西班牙殖民地失敗而引發的。此事發生在1806年的拉普拉塔总督辖区。該殖民地的守軍被一支小型英軍擊敗，總督倉皇撤退到山上。1807年，“克里奧略”民兵和殖民地軍隊徹底擊退了這支增援過的英軍後，他們不斷想起北美洲所發生的革命，於是馬上想到爭取獨立，並且鼓勵其他美洲地區仿傚。此後，拉丁美洲發生長期戰爭，致使巴拉圭（1811年）和乌拉圭（1815年）獨立。但烏拉圭之後被巴西統治，直到1828年。在南方，何塞·德聖馬丁參與戰爭，為阿根廷（1816年）、智利（1818年）和秘魯（1821年）爭取自由；在北方，西蒙·玻利瓦爾和安東尼奧·何塞·蘇克雷領導軍隊，最終在1825年成功讓委內瑞拉、哥倫比亞（包括今天的巴拿馬，直至1903年）、厄瓜多爾和玻利維亞六國取得獨立。此外，相信自由思想的神父米格尔·伊达尔戈·伊·科斯蒂利亚在1810年掀開了墨西哥獨立運動的序幕，並在1821年成功。中美洲在1821年宣佈獨立，曾一度與墨西哥合併（1822至23年）。聖多明哥也同樣在1821年宣佈獨立，並且開始商討加入玻利瓦爾的大哥倫比亞，但是很快被海地佔據，直到1844年一場革命發生為止。自此，西班牙在美洲的殖民地只剩下古巴和波多黎各。

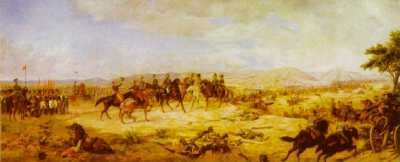
阿亞庫喬戰役

西班牙國內也出現內亂。拿破崙時代結束後，受戰火蹂躪的西班牙出現了權力真空，使其主權的傳統共識消失，令國家政治分化，並引起改革、自由和保守三派之間的糾紛和戰爭。西班牙的發展在上個世紀曾一度加快，如今則因局勢之不穩而受阻。1868年，西班牙發生政變，女王伊莎贝拉二世被推翻，由阿瑪迪奧一世繼位，並實行君主立憲。後來，西班牙出現全國動亂，阿瑪迪奧一世退位。西班牙第一共和國在1873年成立。後來，君主制再度確立，阿方索十二世即位。在1870年代，有才能的阿方索和謹慎的政府首長成功穩定內政和提高聲望，可是阿方索之早逝使其治世結束。

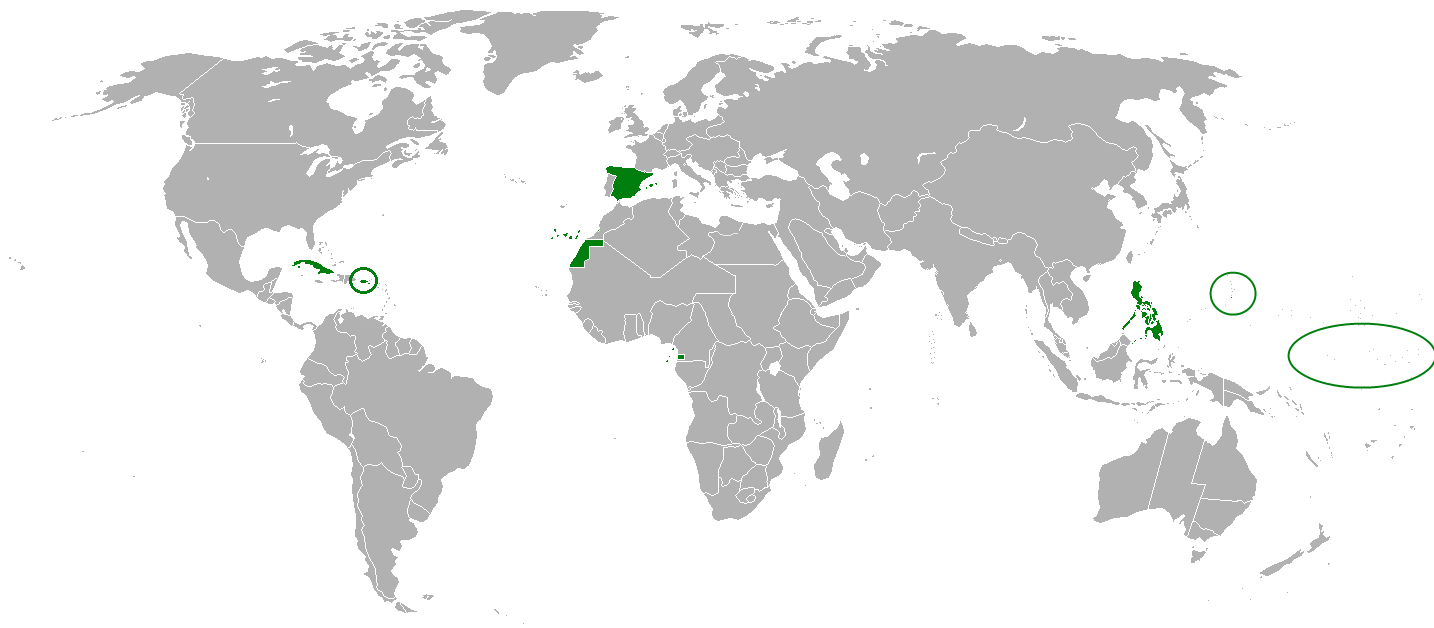
1898年美西战争之前的西班牙殖民地

民族主義之高漲和殖民地之反殖民抗爭，終於引發了1898年的美西戰爭。戰爭主要因古巴而起。後來，西班牙屢遭敗績，結果簽署《巴黎條約》，讓古巴獨立，把波多黎各和關島割讓給美國，並以2,000萬美元的代價把菲律賓群島售予美國。1899年，西班牙更把其餘太平洋殖民地售賣給德國，此時西班牙只剩下在非洲的殖民地。

### 非洲省份（1898年－1975年）
1481年，羅馬教廷頒布教宗詔書，同意葡萄牙可得到加那利群島以南所有土地。在非洲的該群島、西迪伊夫尼（當時稱為）、梅利利亞（1497年由佩德羅·德埃斯托皮尼揚征服）、錫茲內羅斯城（1502年建立；今西撒哈拉達赫拉）、凱比爾港（1505年）、戈梅拉島（1508年）、奧蘭（1509至90年）、阿爾及爾（1510至29年）、貝賈亞（1510至54年）、的黎波里（1511至51年）、突尼斯（1535至69年）和休達仍為西班牙領地。
1778年，葡萄牙為了獲得南美洲一些領地，簽署《埃爾帕多條約》，割讓費爾南多波島（今比奧科島）及毗連的小島予西班牙，又將尼日爾河和奧果韋河之間大陸的商業權利轉讓給對方。在19世紀，一些西班牙探險者和傳教士經過此地區，包括曼努埃爾·德伊拉迭爾。
1848年，西班牙軍隊征服舍法林群岛。
1859年，西班牙與摩洛哥在得土安戰鬥，後者戰敗。雙方在翌年簽署《丹吉爾條約》，摩洛哥割讓西迪伊夫尼予西班牙。在往後幾十年，西班牙與法國合作以在该城市的南部建立和擴張保護領地。在1884年的柏林會議，西班牙之影響力得到國際承認：她得以同時管理西迪伊夫尼及西撒哈拉兩地。西班牙也宣稱從博哈多爾角到努瓦迪布半島的沿岸地區為其保護領地。而木尼河區（位於今赤道幾內亞境內）更分別在1885及1900年成為西班牙保護國及殖民地。1900年的《巴黎條約》解決了歐洲各國對幾內亞大陸的爭議。而1893年一場短暫戰爭更令西班牙得以擴張其在梅利利亞南部的勢力。
1911年，摩洛哥遭到法國及西班牙的瓜分。曾為西班牙政府擔任官員的阿卜杜勒·卡里姆，領導里夫的柏柏爾人起义反抗西班牙人。在1921年的安瓦勒戰役，摩洛哥的叛亂分子更令西班牙軍隊遭到突然、嚴重而幾乎致命的挫敗。一名西班牙主要政治人物斷然宣佈：“我們正處於西班牙最嚴重的衰敗時期”。此話反映國內氣氛。叛亂顯示出軍隊嚴重腐敗和衰弱，使西班牙政府陷於不穩，引致獨裁政府成立。1925年，西班牙與法國合力鎮壓里夫的叛亂勢力，但是兩者都付出很大代價。1923年，丹吉爾被宣佈為一個由法國、英國及西班牙（後來意大利更參與其中）共管的國際城市。曾參與摩洛哥戰役的老手弗朗西斯科·佛朗哥，發動西班牙內戰（1936至39年），並成功奪取政權。1926至59年，比奧科島及木尼河區合併為西屬幾內亞。此外，在第二次世界大战間，佛朗哥從維希政權奪取丹吉爾。
在20世纪上半葉，西班牙缺乏財富和興趣來發展其非洲殖民地的經濟基礎。但是，西班牙採取了家長主義制度，尤其在比奧科島。政府在該處開墾一個專門種植可可的農園，更引進尼日利亞人作為傭工。而且，西班牙更令赤道幾內亞擁有全洲最高識字率，並發展良好的醫療設施網絡。
1956年，法屬摩洛哥獨立，西班牙交出西屬摩洛哥予這個新國家，但保留其在西迪伊夫尼、塔爾法亞及西屬撒哈拉（今西撒哈拉）的控制權。1957年起，摩洛哥蘇丹（後來成為國王）穆罕默德五世宣称对西属西非的土地拥有主权，便在1957年入侵西屬西非（“伊夫尼戰爭”，西班牙語稱為“被遺忘的戰爭” ）。1958年，西班牙把塔爾法亞割予摩洛哥，更把原本獨立區域薩吉亞阿姆拉（在北方）和里奥德奥罗（在南方）合併為西屬撒哈拉。
1959年，西班牙在幾內亞灣一帶的轄區改組，使其地位類同西班牙本土的省份，並設立總督，授之以軍事及政府權力。此外，西班牙政府更在這些殖民地推行民主政治制度，如赤道幾內亞第一次地方選舉在1959年進行，當地代表更首次在西班牙國會中佔有席位。根據1963年12月的基本法，一個聯合立法制度賦予當地兩個省份有限度自治權。該地名稱改為赤道幾內亞。
1968年3月，聯合國及赤道幾內亞的民族主義者施加壓力，使西班牙宣佈讓赤道幾內亞獨立。赤道幾內亞在該年取得獨立時，是非洲人均收入最高的國家。1969年，西班牙再一次受到國際壓力，將西迪伊夫尼交還予摩洛哥。1975年，綠色進軍及佛朗哥去世，促使西班牙撤出西屬撒哈拉，但摩洛哥和毛里塔尼亚隨即佔领大部分地区，毛里塔尼亚撤出後，西撒哈拉成为摩洛哥王国与阿尔及利亚支持的西撒人阵争议地区，未來仍然難以預料。西班牙撤出西撒哈拉也代表着西班牙在海外的殖民地全部脱离西班牙统治，仅摩洛哥海岸线上有部分城市还在西班牙的控制下。

## 现況
加那利群岛和北非沿海的西班牙城市，被認為是西班牙以至歐盟的領土，不過稅制不同，並沒有增值稅。
可是，摩洛哥仍然宣稱其海岸上的休達、梅利利亞和其他西班牙主權地為其領土。2002年7月11日，摩洛哥的憲兵和軍隊佔領佩雷希爾島，最後被西班牙海軍驅逐，並未造成傷亡。

## 後世影響
15世紀起，西班牙建立美洲殖民地，使西班牙語和天主教傳播到美洲和西屬東印度群島（密克羅尼西亞聯邦、關島、馬里亞納群島、帛琉和菲律賓）。今天「拉丁美洲」一詞的由來，和西班牙在美洲的殖民統治有很大關係。目前在美洲大陆，除加拿大、美国、巴西、圭亚那、苏里南以及法属圭亚那以外的所有地区都以西班牙语为官方语言，而美国也因为有不少拉丁裔美国人使用西班牙语，西班牙语已成为美國的第二大使用语言。受西班牙帝国的影响，目前世界上有约3亿人以西班牙语作为第一语言。

### 引用
1. ↑  . .   [2023-05-12]. （原始内容存档于2023-06-03） （西班牙语）.
2. 1 2

## 外部連結
- 西班牙及葡萄牙史－西班牙殖民帝國歷史線上閱讀（页面存档备份，存于）（英文）
- 美洲史（英文）
- 世界上最大的帝國（英文）
- 紀錄片 Villa De Alburquerque（英文）
- Las últimas colonias españolas（西班牙文）